# کاغنیجی (گوموش‌حاجی‌کوی)
کاغنیجی (به ترکی استانبولی: Kağnıcı) یک منطقهٔ مسکونی در ترکیه است که در گوموش‌حاجی‌کوی واقع شده‌است.